# Michael Bihl
Michael Bihl (* 10. Mai 1878 in Filstroff; † 24. April 1950 in Metz) war ein französischer Franziskaner, Historiker und Franziskus-Forscher.

## Leben
Er untersuchte die franziskanische Geschichte. Er gab eine kritische Ausgabe der Biographie des hl. Franziskus aus dem 13. Jahrhundert und der mittelalterlichen Ordenskonstitutionen heraus. Er war über 30 Jahre Schriftleiter des Archivum Franciscanum Historicum und Herausgeber der Analecta Franciscana.

## Schriften (Auswahl)
- Geschichte des Franziskanerklosters Frauenberg zu Fulda 1623–1887. Fulda 1907, OCLC 4219350.
- Der Katalog des P. Johannes Findling vom Jahre 1533, dessen Schriften und Leben, sowie der Katalog des P. Johannes Nasus vom Jahre 1564. Ein Beitrag zur Geschichte der Ingolstädter Franziskaner-Bibliothek. Ingolstadt 1921, OCLC 65391462.
- La Questione francescana. Riveduta dal signor prof. Michele Barbi alla luce dell’opera dei Tre Compagni. Firenze 1935, OCLC 7083730.
- Constitutiones generales. Editae in capitulis generalibus, Caturci an. 1337 et Lugduni an. 1351, celebratis. Firenze 1938, OCLC 1100161847.